# Gloster F.9/37
Gloster F.9/37 (hay Gloster G.39) là một thiết kế máy bay tiêm kích pháo của hãng Gloster Aircraft Company cho Không quân Hoàng gia trước Chiến tranh thế giới II.

## Tính năng kỹ chiến thuật (L7999với động cơ Taurus)
Dữ liệu lấy từ The British Fighter since 1912Gloster Aircraft since 1917
Đặc điểm tổng quát
- Kíp lái: 1
- Chiều dài: 37 ft ½ in (11,29 m)
- Sải cánh: 50 ft ½ in (15,26 m)
- Chiều cao: 11 ft 7 in (3,53 m)
- Diện tích cánh: 386 ft² (35,9 m²)
- Trọng lượng rỗng: 8.828 lb (4.013 kg)
- Trọng lượng có tải: 11.615 lb (5.280 kg)
- Động cơ: 2 × Bristol Taurus T-S(a), 1.000 hp (746 kW)  mỗi chiếc
- Đường kính cánh quạt: 10 ft (3,04 m)

 Hiệu suất bay 
- Vận tốc cực đại: 360 mph (313 knot, 580 km/h) ở độ cao 15.000 ft (4.570 m)
- Trần bay: 30.000 ft (9.150 m)
- Vận tốc lên cao: 2.460 ft/phút (12,5 m/s) trên độ cao 15.000 ft
- Tải trên cánh: 30,1 lb/ft² (147 kg/m²)
- Công suất/trọng lượng: 0,172 lb/hp (0,283 kW/kg)
- Lên độ cao 28.000 foot (8.500 m): 19 phút 36 giây

Trang bị vũ khí

- Súng:
- - 4 súng máy Browning 0.303 in (7,7 mm)
  - 2 pháo 20 mm Hispano
- Bom: 200 lb bom